# ميخائيل ولدريدغ
ميخائيل ولدريدغ (بالإنجليزية: Michael Wooldridge)‏ هو عالم حاسوب بريطاني، ولد في 26 أغسطس 1966 في ويكفيلد في المملكة المتحدة.